# يوجينيو بي
يوجينيو بي، هو مصور ومخرج أفلام أرجنتيني من أصل فرنسي. ولد يوم 19 مايو 1859 بمدينة كركاسون بفرنسا، هاجر إلى الأرجنتين وعمل بمحل لبيع أجهزة التصوير السينمائي، قام بإنتاج وإخراج أول شريط سينمائي في تاريخ الأرجنتين سنة 1897، وتحول بتشجيع من رب عمله إلى عراب للسينما الأرجنتينية وأحد مبدعيها الأوائل. توفي في 26 أغسطس 1924 بمدينة سان مارتين قرب بوينس آيرس.

## بدايته
عندما هاجر يوجينيو بي إلى الأرجنتين اشتغل في «كاسا ليباج» التي كانت تقع في شارع بوليفار رقم 375 في العاصمة بوينس آيرس، وهي شركة تبيع أجهزة للتصوير الفوتوغرافي وسلع أخرى يستوردها البلجيكي هنري ليباج وشريكه النمساوي ماكس غلوكسمان، وقد حضر ثلاثتهم العرض السينمائي الذي نظمه رجل الأعمال الفرنسي فرانسيسكو باستور والصحفي الإسباني يوستاكيو بيليسر يوم 28 يوليو 1896 بمسرح أودون، وقدم خلاله الأخوان لوميير اختراعهما المدهش: السينماتوغراف وأفلامهما الأولى.
في هذا اليوم التاريخي بالنسبة للسينما الأرجنتينية تملك هؤلاء المهاجرون الخمسة شغف السينما لأسباب مختلفة، فعمل هنري ليباج على الاتصال فورا بالأخوين لوميير قصد شراء أجهزتهم واستيرادها إلى الأرجنتين، ولما لم يتمكن من التوصل إلى اتفاق معهما قرر ليباج التعامل مع أحد منافسيهما واستيراد أجهزة كرونوفوتوغراف من نوع Elgé من شركة غومونت سنة 1897. استخدم يوجينيو بي إحدى هذه الأجهزة؛ وقد كانت لديه خبرة كافية كمصور وبائع أجهزة التصوير، ليصور على شريط فيلم بطول 17 مترا ثلاث دقائق من رفرفة العلم الأرجنتيني على سارية في ساحة مايو بالقرب من القصر الرئاسي كاسا روسادا بالعاصمة الأرجنتينية بوينس آيرس، والذي سيجعل منه عراب السينما الأرجنتينية وصاحب أول فيلم في تاريخها هو فيلم علم الأرجنتين.

## مسيرته
واصل يوجينيو بي لعدة سنوات عمله في إنتاج الأفلام وعرضها لصالح «كاسا ليباج»، كما قام ماكس غلوكسمان بتوزيعها في الأرجنتين والأوروغواي. ومن بين أولى أفلامه التي حظيت بالأهمية التاريخية فيلم يوثق زيارة رئيس البرازيل كامبوس ساليس إلى بوينس آيرس في 25 أكتوبر 1900، حيث استعرض الفيلم بمعايير وثائقية محددة مسار الزيارة، وسجلت احتضان الرئيس البرازيلي لنظيره الأرجنتيني خوليو أرجنتينو روكا بحضور الرئيس السابق بارتولومي ميتر.
مع ظهور نشرات الأخبار الأولى في البلاد، تم تسجيل العديد من الأحداث الهامة باسم «كازا ليباج» من تصوير وإخراج يوجينيو بي، من بين هذه الأحداث زيارة برازيلي لامع آخر هو رائد الطيران ألبيرتو سانتوس دومون إلى الأرجنتين، وتضمن هذا الشريط ما صار يعرف لاحقا بأول هفوة في السينما الأرجنتينية، عندما التقطت الكاميرا رجلا يقف في الوسط بين المصور والمخرج يوجينيو بي والطيار سانتوس.
من أفلامه الأخرى في هذه المرحلة أخرج يوجينيو: مجلة الفرقة الأرجنتينية عدد مايو 1901، زيارة الجنرال بارتولومي ميتر للمتحف التاريخي (15 نوفمبر 1901)، في ساحة مايو، مع وصول الترامواي الكهربائي، مسابقات رعاة البقر والترويض.
في عام 1900 تم افتتاح أول مسرح سينمائي في بوينس آيرس باسم الصالون الوطني يتسع لمائتين وخمسين متفرجا، قدمت فيه العروض السينمائية التي كانت تعرض سابقا في المسارح والسيرك والمقاهي والمطاعم، وهو ما ساهم في ازدهار الإنتاج السينمائي في الأرجنتين. وفي ظل هذا الإقبال على العروض السينمائية الأولى التي تمثلت في روبورتاجات وأشرطة توثيقية، أجرى ماكس غلوكسمان خطوة جريئة عام 1902، فمع تزايد التوتر الحدودي بين الأرجنتين وتشيلي وتصاعد التهديد باندلاع حرب بين البلدين، قرر غلوكسمان أن يسافر أوجينيو بي صحبة الصحفي الإسباني إنريكي كاسيلاس إلى تشيلي عبر جبال الأنديز لتغطية الأحداث، هناك سجل المبعوثان بالقلم والصورة المهمة العسكرية الألمانية التي أشرف عليها الجنرال الألماني إميليو كورنر وتمثلت في تدريب الجيش التشيلي. هذا التقرير السينمائي كانت له تأثيرات سياسية كبرى تجلى في تدخل السير توماس هولديتش بتكليف من إدوارد السابع ملك بريطانيا العظمى للتوسط في الصراع.
في عام 1908 باع هنري ليباج نصيبه في الشركة إلى شريكه ماكس غلوكسمان، فقام هذا الأخير بتوسيع نشاطه وفتح قاعات جديدة لعروض الأفلام في كل من بوينس آيرس وداخل البلاد وفي مونتيفيديو.
مع التشجيع والدعم المتواصل من غلوكسمان بدأ يوجينيو بي أولى تجاربه مع الأفلام الصوتية سنة 1907، فاعتمدا على تقنية التزامن الصوتي في إنتاج أفلام روائية، وكان يوجينيو بي إلى جانب التصوير يقوم بإعداد النصوص، فشارك كمؤلف مقتبس وسيناريست في عدة أعمال مع المخرج إنريكي غارسيا بيلوسو وبمشاركة ممثلين محترفين، أهمها: فيلم أماليا (1914) عن مسرحية لخوسيه مارمول بنفس العنوان، وفيلم ماريانو الأسمر وثورة مايو (1915).

## وفاته
توفي يوجينيو بي في 26 أغسطس 1924 في بلدة سان مارتين التابعة لمقاطعة بوينس آيرس الكبرى بالأرجنتين.

## أعماله
- عملية كيس عذاري للرئة (1899/1900)[12]، مع الجراح الأرجنتيني أليخاندرو بوساداس، ويعتبر أول توثيق فيديو لعملية طبية.
- علم الأرجنتين (1897)[13]، فيلم قصير يعد الأول في تاريخ السينما الأرجنتينية
- رحلة الدكتور كامبوس ساليس إلى بوينس آيرس (1900)[6]، توثيق لزيارة الرئيس البرازيلي ساليس للأرجنتين سنو 1900.
- التانغو الأرجنتيني (1900)
- مجلة الفرقة الأرجنتينية مايو 1901 (1901)
- كارلوتيرو (1901)
- بوهيميا الكريول (1901)
- بيكا، بيكا كومبادريتو (1903)
- سياسيون (1904)
- يسقط القناع (1904)
- سلطة الكريول (1905)
- جندي الاستقلال (1906)
- البيشادور (1906)
- غابينو الأكبر (1906)
- يحمل الاسم نفسه (1907)
- مستر ويسكي (1907)
- دعه يلعب، تشي، تشي (1907)
- العربات (1908)
- سائق الترام (1909)
- المباركة (1909)
- الدرس (1910)
- عدالة الكريول (1910)
- الأوباش (1911)

## روابط خارجية
- يوجينيو بي على موقع IMDb (الإنجليزية)
- يوجينيو بي على موقع قاعدة بيانات الفيلم (الإنجليزية)
- يوجينيو بي على موقع كينوبويسك (الروسية)